# Dálkové vytápění
Dálkové vytápění je systém distribuce tepla vyrobeného v centralizovaném místě prostřednictvím systému izolovaných potrubí pro potřeby obytných a komerčních budov – vytápění prostor a ohřev vody. Teplo se často získává z kogeneračních zařízení spalujících fosilní paliva nebo biomasu, ale používají se také kotelny generující pouze teplo, geotermální vytápění, tepelná čerpadla a centrální solární vytápění, jakož i odpadní teplo z výroby elektřiny v jaderných elektrárnách. Není-li v blízkém okolí lidských obydlí zdroj takového „odpadního“ tepla, teplárny, jako zařízení sloužící výhradně k účelu generace tepla, mohou poskytovat vyšší účinnost a lepší kontrolu znečištění než lokální kotelny. Podle některých výzkumů je dálkové vytápění s kombinovanou výrobou tepla a elektřiny nejlevnějším způsobem snižování emisí uhlíku a má jednu z nejnižších uhlíkových stop ze všech zařízení na výrobu energie z fosilních zdrojů.
Sítě dálkového vytápění páté generace nevyužívají spalování na místě a mají nulové emise CO2 a NO2 na místě; využívají přenos tepla pomocí elektřiny, která může být vyráběna z obnovitelných zdrojů energie nebo ze vzdálených elektráren na fosilní paliva. Ve stockholmském multienergetickém systému se používá kombinace kogenerace a centralizovaných tepelných čerpadel. To umožňuje výrobu tepla prostřednictvím elektřiny v případě, že je k dispozici dostatek přerušované výroby elektřiny, a kogenerační výrobu elektřiny a tepla v případě, že je dostupnost přerušované výroby elektřiny nízká.
Dálkové vytápění se umístilo na 27. místě v žebříčku 100 řešení globálního oteplování, který sestavil Project Drawdown.
V Česku je dálkově vytápěna asi polovina domácností, největší podíl na trhu má dálkové vytápění na Islandu (95 %) a Dánsku (64 %); ve většině států v severní polovině Evropy je podíl obdobný. Nejnižší podíl v Evropě má dálkové vytápění ve Spojeném království (2 %), Nizozemsku (3 %) a Francii (8 %).
Pražská teplárenská síť patří k nejrozsáhlejším na světě.

## Historie

Čtyři různé generace konvenčních systémů dálkového vytápění a jejich zdroje energie (pátá generace systémů dálkového vytápění za studena není zahrnuta)

Dálkové vytápění má své kořeny v lázních a sklenících vytápěných teplou vodou ve starověké Římské říši. Za první skutečný systém dálkového vytápění je obvykle považován systém rozvodu teplé vody v Chaudes-Aigues ve Francii. Využíval geotermální energii k zásobování asi 30 domů teplem a jeho provoz byl zahájen ve 14. století.
Námořní akademie USA v Annapolisu zahájila provoz parního dálkového vytápění v roce 1853.
Ačkoli tyto a mnohé další systémy fungovaly po celá staletí, první komerčně úspěšný systém dálkového vytápění spustil v roce 1877 v Lockportu ve státě New York americký hydrotechnik Birdsill Holly, který je považován za zakladatele moderního dálkového vytápění.

### Generace dálkového vytápění
Obecně platí, že všechny moderní systémy dálkového vytápění jsou řízeny poptávkou, což znamená, že dodavatel tepla reaguje na poptávku odběratelů a zajišťuje dostatečnou teplotu a tlak vody pro dodávku požadovaného tepla uživatelům. Pět generací má definiční znaky, které je odlišují od předchozích generací. Charakteristiku každé generace lze použít k orientaci o stavu rozvoje stávajícího systému dálkového vytápění.

#### První generace
První generace byla založena na parním systému poháněném uhlím. Teplovody tohoto typu byly poprvé zavedeny v USA v 80. letech 19. století a staly se populární i v některých evropských zemích. Používaly betonové potrubí, pracovaly s velmi vysokými teplotami, a proto nebyly příliš účinné. Problémy byly také se spolehlivostí a bezpečností kvůli trubkám s horkou párou o vysokém tlaku. V současné době je tato generace technologicky zastaralá. Některé z těchto systémů se však stále používají, například v New Yorku nebo v Paříži. Další původně vybudované systémy byly následně přestavěny na novější generace.

#### Druhá generace
Druhá generace byla vyvinuta ve 30. letech 20. století a vyráběla se až do 70. let 20. století. Spaluje uhlí a ropu, energie se předává prostřednictvím tlakové horké vody jako teplonosné látky. Systémy mají obvykle přívodní teplotu nad 100 °C. Používaly vodovodní potrubí v betonových kanálech, většinou montované na místě, a těžké zařízení. Hlavním důvodem pro nahrazení první generace těmito systémy jsou primární úspory energie, které vznikaly využíváním kombinované výroby tepla a elektřiny. I když se systémy této generace používaly i v jiných zemích, typičtí jsou zástupci dálkového vytápění sovětského typu. Tyto sítě byly vybudovány po 2. světové válce v několika zemích východní Evropy včetně Česka.

#### Třetí generace
V 70. letech 20. století byla vyvinuta třetí generace, která byla následně použita ve většině následujících systémů po celém světě. Této generaci se také říká „skandinávská technologie dálkového vytápění“, protože mnoho výrobců komponent pro dálkové vytápění sídlí ve Skandinávii. Třetí generace používá prefabrikované, předem izolované trubky, které se ukládají do země a pracují s nižšími teplotami, obvykle pod 100 °C. Hlavním motivem pro budování těchto systémů byla bezpečnost dodávek prostřednictvím zvýšení energetické účinnosti poté, co dvě ropné krize vedly k přerušení dodávek ropy. Proto tyto systémy obvykle využívají jako zdroje energie uhlí, biomasu a odpad namísto ropy. V některých systémech se v energetickém mixu využívá také geotermální energie a sluneční energie. Například Paříž využívá od 70. let 20. století pro vytápění domácností geotermální vytápění ze zdroje o teplotě 55–70 °C v hloubce 1–2 km pod povrchem.

#### Čtvrtá generace
Zhruba od počátku 20. let 21. století se vyvíjí čtvrtá generace, přičemž z Evropy na ni začalo přecházet jako první Dánsko. Čtvrtá generace je součástí opatření proti globálnímu oteplování a má sloužit k integraci vysokého podílu proměnlivé energie z obnovitelných zdrojů do dálkového vytápění tím, že poskytuje vysokou flexibilitu elektrizační soustavy.
Podle přehledu vytvořeného Lundem et al. musí mít tyto systémy následující schopnosti:
1. Schopnost dodávat nízkoteplotní dálkové vytápění pro vytápění prostor a přípravu teplé užitkové vody (TUV) do stávajících budov, energeticky rekonstruovaných stávajících budov a nových nízkoenergetických budov.
2. Schopnost distribuovat teplo v sítích s nízkými ztrátami v síti.
3. Schopnost recyklovat teplo z nízkoteplotních zdrojů a integrovat obnovitelné zdroje tepla, jako je solární a geotermální teplo.
4. Schopnost být integrovanou součástí inteligentních energetických systémů (tj. integrovaných inteligentních elektrických, plynových, fluidních a tepelných sítí), včetně schopnosti být integrovanou součástí systémů dálkového chlazení 4. generace.
5. Schopnost zajistit vhodné plánovací, nákladové a motivační struktury ve vztahu k provozu i ke strategickým investicím souvisejícím s transformací na budoucí udržitelné energetické systémy.

Oproti předchozím generacím má ta čtvrtá sníženy teplotní úrovně, aby se zvýšila energetická účinnost systému, s teplotami na straně dodávky 70 °C a nižšími. Potenciálními zdroji tepla jsou odpadní teplo z průmyslu, kogenerační jednotky spalující odpad, elektrárny na biomasu, geotermální a solární tepelná energie (centrální solární ohřev), velkoplošná tepelná čerpadla, odpadní teplo z chladicích účelů a datových center a další udržitelné zdroje energie. Díky těmto zdrojům energie a velkokapacitnímu skladování tepelné energie, včetně sezónního skladování tepelné energie, se očekává, že systémy dálkového vytápění čtvrté generace poskytnou flexibilitu pro vyrovnávání výroby větrné a solární energie, například pomocí tepelných čerpadel, k integraci přebytečné elektrické energie jako tepla v případě velkého množství větrné energie. Podobně mohou zajistit dodávky elektřiny z elektráren na biomasu při potřebě záložní energie. Velkokapacitní tepelná čerpadla jsou proto považována za klíčovou technologii pro inteligentní energetické systémy s vysokým podílem obnovitelné energie až 100 % a pokročilé systémy dálkového vytápění čtvrté generace.

#### Pátá generace/studené dálkové vytápění

Schéma dálkového vytápění 5. generace

Síť dálkového vytápění a chlazení páté generace (5GDHC), nazývaná také studené dálkové vytápění, rozvádí teplo při teplotě blízké teplotě okolního prostředí: to minimalizuje tepelné ztráty do země a snižuje potřebu rozsáhlé izolace. Každá budova v síti používá tepelné čerpadlo ve své vlastní provozní místnosti k odběru tepla z okolního okruhu, když potřebuje teplo, a používá stejné tepelné čerpadlo v opačném směru k odběru tepla při potřebě chladit. V období současných požadavků na chlazení a vytápění to umožňuje využít odpadní teplo z chlazení v tepelných čerpadlech v těch budovách, které potřebují vytápět. Celková teplota v okolním okruhu je přednostně řízena výměnou tepla s vodonosnou vrstvou nebo jiným nízkoteplotním zdrojem vody tak, aby zůstala v rozmezí teplot od 10 °C do 25 °C.
I když je instalace síťového potrubí pro sítě s teplotou okolního terénu na průměr potrubí levnější než u předchozích generací, protože nevyžaduje stejný stupeň izolace potrubních okruhů, je třeba mít na paměti, že nižší teplotní rozdíl sítě vede k výrazně větším průměrům potrubí než u předchozích generací. Vzhledem k požadavku, aby každá připojená budova v systémech dálkového vytápění a chlazení páté generace měla vlastní tepelné čerpadlo, může být systém využíván jako zdroj tepla nebo jako chladič pro tepelné čerpadlo, podle toho, zda je provozován v režimu vytápění nebo chlazení. Stejně jako u předchozích generací je potrubní síť infrastrukturou, nicméně se liší konceptem - namísto centralizovaného jednocestného okruhu poskytuje otevřený přístup pro nízkoteplotní zdroje tepla, jako je teplo z okolí, okolní voda z řek, jezer, moře nebo lagun a odpadní teplo z průmyslových nebo komerčních zdrojů.
Na základě výše uvedeného popisu je zřejmé, že mezi 5GDHC a předchozími generacemi dálkového vytápění je zásadní rozdíl, zejména v individualizaci výroby tepla. Tento kritický systém má významný dopad při porovnávání účinnosti mezi jednotlivými generacemi, protože individualizace výroby tepla posouvá změnu soustavy z prostého porovnání účinnosti distribuční soustavy na porovnání účinnosti soustavy zásobování, kde je třeba zahrnout jak účinnost výroby tepla, tak účinnost distribuční soustavy.
Moderní budova s nízkoteplotním vnitřním rozvodem tepla může instalovat účinné tepelné čerpadlo dodávající tepelný výkon při 45 °C. Starší budova s vnitřním distribučním systémem o vyšší teplotě, např. s použitím radiátorů, vyžaduje pro dodávku tepelného výkonu tepelné čerpadlo o vysoké teplotě.
Větším příkladem sítě pro vytápění a chlazení páté generace je Mijnwater v nizozemském Heerlenu. V tomto případě je charakteristickým rysem přístup k zatopenému uhelnému dolu na území města, který poskytuje stabilní zdroj tepla pro systém.
Síť páté generace ("Balanced Energy Network", BEN) byla v roce 2016 instalována ve dvou velkých budovách London South Bank University jako výzkumný a vývojový projekt.